# Sprejburk

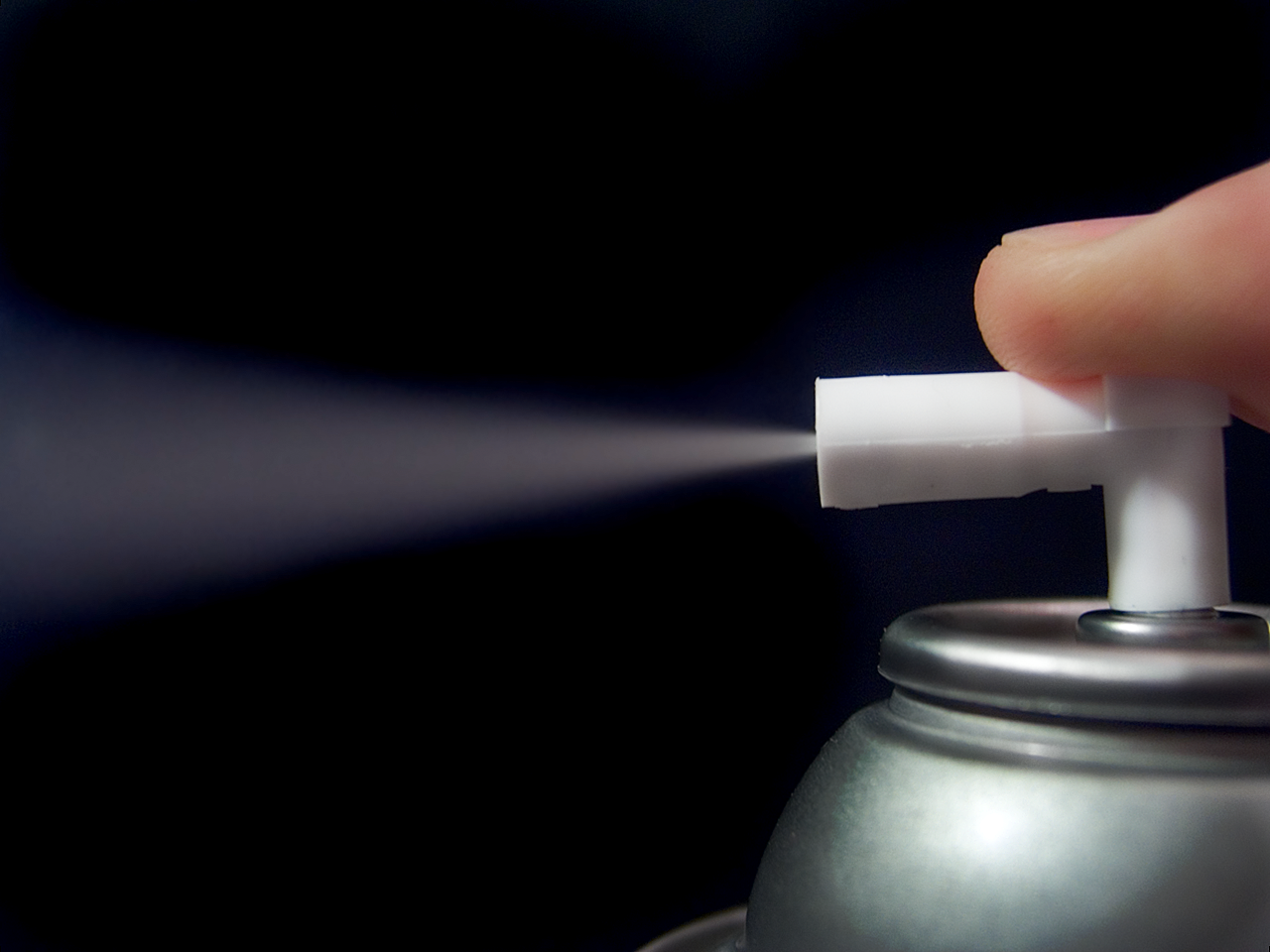
Sprejburk

Sprejburk eller sprejflaska (eller liknande uttryck med sprej- eller spray-) är en burk som innehåller någon typ av vätska som sprejas ut genom ett munstycke så att det bildas en aerosol. Vätskan drivs ut av drivgas. Freoner användes tidigare som drivgas, men det är förbjudet idag, på grund av att freoner bryter ned ozon. Vanliga sprejburkar är till exempel färgsprej, hårsprej, limsprej etc. Färgsprej har en klar fördel gentemot pensel då ytan som sprejas blir jämnare. Därför används sprej vid till exempel billackering.